# Vandalário
Vandalário (em latim: Vandalarius) foi, segundo Jordanes, um nobre grutungo da dinastia dos Amalos que em data incerta derrotou os vândalos. Era filho de Vinitário, o filho de Valaravano e respectivamente sobrinho-neto e bisneto dos reis Hermenerico e Aquiulfo, e primo de Torismundo, o filho de Hunimundo, o Jovem. Com sua esposa de nome incerto teve os futuros reis Valamiro, Videmiro e Teodomiro; era avô paterno do futuro rei ostrogótico Teodorico, o Grande (r. 474–526).
Arne Søby Christensen em sua obra afirma que autores modernos identificam-o com o Viderico da narrativa de Amiano Marcelino, inclusive alegando que os nomes poderiam ser unidos para formar Viderico Vandalário, significando "Viderico, lutador de vândalos".  Segundo Hyun Jin Kim, ele deveria ser identificado com o filho de nome desconhecido do cã huno Uldino, que ca. 405 ajudou-o a derrotar os vândalos. Segundo essa teoria, Vandalário na verdade seria filho de Vultulfo, irmão de Hermenerico, aqui associado ao cã Uldino.